# CS-320
De CS-320 (Carretera Secundaria 320) een secundaire weg in Andorra. De weg verbindt het dorp Sispony, ten zuiden van La Massana, met de Cortals de Sispony en is ongeveer zes kilometer lang.